# العلاقات السريلانكية الميانمارية
العلاقات السريلانكية الميانمارية هي العلاقات الثنائية التي تجمع بين سريلانكا وميانمار.

## مقارنة بين البلدين
هذه مقارنة عامة ومرجعية للدولتين:
| وجه المقارنة                                              | سريلانكا                         | ميانمار          |
| --------------------------------------------------------- | -------------------------------- | ---------------- |
| المساحة (كم2)                                             | 65.61 ألف                        | 676.58 ألف       |
| عدد السكان (نسمة)                                         | 21.44 مليون                      | 53.37 مليون      |
| الكثافة السكانية (ن./كم²)                                 | 326.78                           | 78.88            |
| العاصمة                                                   | سري جاياواردنابورا كوتي، كولمبو  | نايبيداو، يانغون |
| اللغة الرسمية                                             | اللغة السنهالية، اللغة التاميلية | اللغة البورمية   |
| العملة                                                    | روبية سريلانكي                   | كيات ميانماري    |
| الناتج المحلي الإجمالي (بليون دولار)                      | 87.17 مليار                      | 69.32 مليار      |
| الناتج المحلي الإجمالي (تعادل القوة الشرائية) بليون دولار | 246.62 مليار                     | 282.95 مليار     |
| الناتج المحلي الإجمالي الاسمي للفرد دولار أمريكي          | 3.93 ألف                         | 1.16 ألف         |
| الناتج المحلي الإجمالي للفرد دولار أمريكي                 | 11.11 ألف                        |                  |
| مؤشر التنمية البشرية                                      | 0.757                            | 0.536            |
| رمز المكالمات الدولي                                      | +94                              | +95              |
| رمز الإنترنت                                              | .lk،                             | .mm              |
| المنطقة الزمنية                                           | ت ع م+05:30                      | ت ع م+06:30      |

## منظمات دولية مشتركة
يشترك البلدان في عضوية مجموعة من المنظمات الدولية، منها:
| علم المنظمة | اسم المنظمة                                                    | تاريخ انضمام سريلانكا | تاريخ انضمام ميانمار |
| ----------- | -------------------------------------------------------------- | --------------------- | -------------------- |
|             | مؤسسة التنمية الدولية                                          | 27 يونيو 1961         | 5 نوفمبر 1962        |
|             | المنظمة الهيدروغرافية الدولية                                  | ?                     | ?                    |
|             | مؤسسة التمويل الدولية                                          | 20 يوليو 1956         | 3 ديسمبر 1956        |
|             | منظمة حظر الأسلحة الكيميائية                                   | ?                     | ?                    |
|             | يونسكو                                                         | 14 نوفمبر 1949        | 27 يونيو 1949        |
|             | الأمم المتحدة                                                  | 14 ديسمبر 1955        | 19 أبريل 1948        |
|             | الاتحاد الدولي للاتصالات                                       | 1897                  | 15 سبتمبر 1937       |
|             | منظمة الشرطة الجنائية الدولية                                  | ?                     | ?                    |
|             | البنك الدولي للإنشاء والتعمير                                  | 29 أغسطس 1950         | 3 يناير 1952         |
|             | الاتحاد البريدي العالمي                                        | ?                     | ?                    |
|             | وكالة ضمان الاستثمار متعدد الأطراف                             | 27 مايو 1988          | 16 ديسمبر 2013       |
|             | بنك التنمية الآسيوي                                            | 1966                  | 1973                 |
|             | مبادرة خليج البنغال للتعاون التقني والاقتصادي المتعدد القطاعات | ?                     | ?                    |
|             | منظمة التجارة العالمية                                         | ?                     | ?                    |
|             | منتدى آسيان الإقليمي ‏                                          | ?                     | ?                    |

## وصلات خارجية
- موقع وزارة الخارجية السريلانكية
- موقع وزارة الخارجية الميانمارية